# Walter Rieß
Walter Rieß (auch Walter Ries; geb. 29. Dezember 1885 in Berlin; gest. 1943 in Auschwitz) war ein deutscher Opernsänger (Bass).

## Leben
Rieß trat 1910 nach seiner musikalischen Ausbildung an kleineren Theatern als Schauspieler und Operettensänger auf. 1914 wurde er zum Kriegsdienst im Ersten Weltkrieg eingezogen. Nach Kriegsende setzte er seine Karriere am Stadttheater Krefeld, inzwischen als Opernsänger. 1920/21 trat er am Stadttheater Elberfeld, bevor er zum Opernhaus Düsseldorf wechselte. Dort wirkte er am 29. April 1923 an der Uraufführung der Oper Die heilige Ente von Hans Gál mit. 1926 ging er an die Bayerische Staatsoper München; zu seinen dortigen Rollen gehörte der Bartolo in Figaros Hochzeit, der Osmin in Entführung aus dem Serail, der Falstaff in Die lustigen Weiber von Windsor, der Beckmesser in den Meistersingern von Nürnberg, der Alberich im Ring des Nibelungen und der Nachtwunderer Hans Pfitzners Die Rose vom Liebesgarten. 1933 wurde er nach der Machtübernahme durch die Nationalsozialisten als Jude aus dem Ensemble der Bayerischen Staatsoper entlassen. Es folgten Auftritte 1935–1937 beim Jüdischen Kulturbund in Frankfurt am Main, wo er u. a. als Rocco in der Oper Fidelio und als Sarastro in der Zauberflöte auftrat. Im März 1941 spielte er noch am Theater des Jüdischen Kulturbunds in Berlin, bevor er in das Konzentrationslager Auschwitz verschleppt wurde, wo er 1943 umgekommen ist.